# Наместничество Дальнего Востока
Наме́стничество Да́льнего Восто́ка — наместничество, образованное указом 30 июля (12 августа) 1903 года из Приамурского генерал-губернаторства и Квантунской области. Пост наместника занимал адмирал Е. И. Алексеев.
Наместнику была присвоена власть по всем частям гражданского управления в крае, предоставлено верховное попечение о порядке и безопасности в местностях, состоящих в пользовании Китайско-Восточной железной дороги, а также ближайшая забота о пользах и нуждах русского населения в сопредельных с ним зарубежных владениях. В руках наместника были сосредоточены дипломатические сношения по делам наместничества с соседними государствами (Китаем, Японией и Кореей); ему же вверено командование морскими силами в Тихом океане и войсками в крае. Для обсуждения важнейших дел при наместничестве образован был особый комитет Дальнего Востока.
8 (21) июня 1905 года, ввиду изменившегося положения дел на Дальнем Востоке, упразднён комитет и наместничество Дальнего Востока.